# Diaprepes
Diaprepes es un género de gorgojos, familia Curculionidae.

## Especies
- Diaprepes abbreviatus  (Linnaeus, 1758)
- Diaprepes balloui  Marshall, 1916
- Diaprepes boxi  Marshall, 1938
- Diaprepes comma  Boheman, 1834
- Diaprepes doublierii  Guérin, 1847
- Diaprepes excavatus  Rosenschoeld, 1840
- Diaprepes famelicus  (Olivier, 1790)
- Diaprepes glaucus  (Olivier, 1807)
- Diaprepes marginatus  (Fabricius, 1775)
- Diaprepes maugei  (Boheman, 1840)
- Diaprepes reticulatus  Chevrolat, 1880
- Diaprepes revestitus  Chevrolat, 1880
- Diaprepes rohrii  (Fabricius, 1775)
- Diaprepes rufescens  Boheman, 1840
- Diaprepes sommeri  (Rosenschoeld, 1840)
- Diaprepes variegatus  Chevrolat, 1880[1]